# Milejewska Góra
Milejewska Góra – wzniesienie o wysokości 196,9 m n.p.m. na Wysoczyźnie Elbląskiej, położone w woj. warmińsko-mazurskim, w powiecie elbląskim, na obszarze gminy Milejewo.
Wzniesienie znajduje się na terenie miejscowości Milejewo ok. 0,5 km na północny zachód od centrum wsi. Według przedwojennych map niemieckich wysokość wzniesienia wynosi 197 m n.p.m., zaś według map rastrowych zamieszczonych na „Geoportalu” wysokość wzniesienia wynosi 196,93 m n.p.m.
Nazwę „Milejewska Góra” wprowadzono w 1958 roku, zastępując niem. „Butter Berg” (Maślana Góra).